# ディファレント・ギア、スティル・スピーディング
『ディファレント・ギア、スティル・スピーディング』（Different Gear, Still Speeding ）は、イギリスのロックバンド、ビーディ・アイのデビュー・アルバム。2011年2月23日に、日本で先行発売された。同年8月24日には、完全限定生産として「来日記念限定盤」が発売された。
オアシスではベースを担当していたアンディ・ベルは、バンド結成とともにギターに転向している。今作のレコーディングでは、ギタリストであるゲム・アーチャーとアンディが、ベース、キーボード、バッキング・コーラスを担当している。プロデューサーはスティーヴ・リリーホワイトが務めた。

## 収録曲
作詞・作曲はリアム・ギャラガー、ゲム・アーチャー、アンディ・ベル。
1. フォー・レター・ワード - Four Letter Word
  - 2ndストリート・シングル。
2. ミリオネア - Millionaire
  - アルバムからの2ndシングル。
3. ザ・ローラー - The Roller
  - リード・シングル。
  - イギリスのチャートでは、オアシスのデビュー・シングル「スーパーソニック」と同じ最高位となる31位を記録。
4. ビートルズ・アンド・ストーンズ - Beatles and Stones
5. ワインド・アップ・ドリーム - Wind Up Dream
6. ブリング・ザ・ライト - Bring the Light
  - デビューソング、1stストリート・シングル。
7. フォー・エニワン - For Anyone
8. キル・フォー・ア・ドリーム - Kill for a Dream
9. スタンディング・オン・ジ・エッジ・オブ・ザ・ノイズ - Standing on the Edge of the Noise
10. ウィグワム - Wigwam
11. スリー・リング・サーカス - Three Ring Circus
12. ザ・ビート・ゴーズ・オン - The Beat Goes on
  - アルバムからの3rdシングル。
13. ザ・モーニング・サン - The Morning Son
14. サンズ・オブ・ザ・ステージ - Sons of the Stage （World of Twistのカヴァー）
  - 日本盤のみのボーナス・トラック。「ブリング・ザ・ライト」のカップリング。
15. ワールド・アウトサイド・マイ・ルーム - World Outside My Room
  - 日本盤のみのボーナス・トラック。「フォー・レター・ワード」のカップリング。

### 初回生産限定盤DVD
1. ラック・ゼム・アウト - RAK Them Out
  - アルバムドキュメンタリー
2. ブリング・ザ・ライト（ビデオ） - Bring the Light (Video)
3. フォー・レター・ワード（ビデオ） - Four Letter Word (Video)
4. サンズ・オブ・ザ・ステージ（ビデオ） - Sons of the Stage (Video)
5. ザ・ローラー（ビデオ） - The Roller (Video)
  - 日本盤のみ収録

### 来日記念限定盤DVD
1. ライヴ・アット・カジノ・デ・パリス - Live at Casino de Paris
  - 3月13日にパリで行われたライヴ映像。全12曲。
2. ブリング・ザ・ライト（ビデオ） - Bring The Light (Video)
3. フォー・レター・ワード（ビデオ） - Four Letter Word (Video)
4. ザ・ローラー（ビデオ） - The Roller (Video)
5. ミリオネア（ビデオ） - Millionaire (Video)
  - 世界初商品化
6. ザ・ビート・ゴーズ・オン（ビデオ） - The Beat Goes On (Video)
  - 世界初商品化

## 備考
- アルバムに収録されている全13曲（ボーナストラックを除く）の作詞・作曲クレジットはリアム、ゲム、アンディの連名になっているが、実際はリアムが4、6、7、10、13を、ゲムが3、5、9、11を、アンディが1、2、8、12を書き下ろしたことが判明している。
- ブリング・ザ・ライト、スリー・リング・サーカス、ザ・ビート・ゴーズ・オンの3曲はビーディ・アイ結成後に書き下ろされた楽曲で、残りの10曲はオアシス活動時に書かれたものである。古い曲になると、ザ・ローラーやキル・フォー・ア・ドリームはオアシスの5枚目のアルバム「ヒーザン・ケミストリー」時代まで巡ることになる。
- アルバムやシングルに先駆けて、ストリート・シングルが2枚リリースされプロモーション・ビデオも制作された。ブリング・ザ・ライトは事実上のデビュー曲になる。

## 発売日一覧
| 地域            | 発売日        | レーベル              |
| --------------- | ------------- | --------------------- |
| 日本            | 2011年2月23日 | SMJインターナショナル |
| ドイツ          | 2011年2月25日 | Beady Eye Records     |
| スペイン        | 2011年2月28日 | Beady Eye Records     |
| イギリス        | 2011年2月28日 | Beady Eye Records     |
| アメリカ/カナダ | 2011年3月1日  | Dangerbird Records    |
| オーストラリア  | 2011年3月11日 | Liberation Music      |